# Yongjian Zhen
Yongjian Zhen (kinesiska: 永建, 永建镇) är en köping i Kina. Den ligger i provinsen Yunnan, i den sydvästra delen av landet, omkring 250 kilometer väster om provinshuvudstaden Kunming. Antalet invånare är 53 970. Befolkningen består av 26 903 kvinnor och 27 067 män. Barn under 15 år utgör 22,0 %, vuxna 15-64 år 70 %, och äldre över 65 år 7,0 %.
Genomsnittlig årsnederbörd är 955 millimeter. Den regnigaste månaden är juli, med i genomsnitt 219 mm nederbörd, och den torraste är januari, med 10 mm nederbörd.